# Gifhorn (stacja kolejowa)
Gifhorn – stacja kolejowa w Gifhorn, w kraju związkowym Dolna Saksonia, w Niemczech. Znajdują się tu 3 perony.
| Gifhorn               |  |          |
| Linia Berlin – Lehrte |  |          |
| Calberlah             |  | Leiferde |